# Monforte de Moyuela
Monforte de Moyuela est une commune d'Espagne, dans la province de Teruel, communauté autonome d'Aragon de la Comarque de Jiloca.

## Géographie
Monforte est située à 121 kilomètres de Teruel.

## Personnalités
- Francisco Azorín Izquierdo (Monforte, 1885 - †Mexique, 1975)